# Leptotrema neozelandicum
Leptotrema neozelandicum är en lavart som beskrevs av C.W. Dodge 1970. Leptotrema neozelandicum ingår i släktet Leptotrema och familjen Thelotremataceae.   Inga underarter finns listade i Catalogue of Life.